# یهودیان به‌عنوان قوم برگزیده
برگزیدگی (به عبری: בחירת עם)، مفهومی در یهودیت است که بر طبق آن خداوند یهودیان را انتخاب کرده و با آنان پیمان بسته‌ است. این ایده اولین‌بار در کتاب تورات پدیدار شده و در سایر کتاب‌های تَنَخ شرح داده شده است. در این‌ باره در ادبیات خاخامی بسیار نوشته شده ‌‌است. سه فرقهٔ عمدهٔ یهودی — یهودیت ارتدکس، یهودیت محافظه‌کار و یهودیت رفرم — معتقدند که یهودیان توسط خدا برای هدفی برگزیده شده‌اند.

## در کتاب مقدس
برگزیدگی یهودیان از این آیات تورات اقتباس شده‌است:
خداوند دل خود را با شما نبست و شما را برنگزید از این سبب که از سایر قوم‌ها کثیرتر بودید، زیرا که شما از همه قوم‌ها قلیل‌تر بودید. لیکن از این جهت که خداوند شما را دوست می‌داشت، و می‌خواست قسم خود را که برای پدران شما خورده بود، به جا آورد، پس خداوند شما را با دست قوی بیرون آورد، و از خانه بندگی از دست فرعون، پادشاه مصر، نجات داد.
و اکنون اگر آواز مرا فی‌الحقیقه بشنوید، و عهد مرا نگاه دارید، همانا خزانه خاص من از جمیع قوم‌ها خواهید بود؛ زیرا که تمامی جهان، از آن من است. و شما برای من مملکت کهنه و امت مقدّس خواهید بود.
البته آیات دیگری از عهد عتیق هم به انتقاد شدید از بنی‌اسرائیل پرداخته‌است:
زیرا که ایشان قوم گم کرده تدبیر هستند؛ و در ایشان بصیرتی نیست. کاش که حکیم بوده، این را می‌فهمیدند؛ و در عاقبت خود تأمل می‌نمودند.
ایده برگزیدگی توسط یهودیان معمولاً دارای دو بخش است: اینکه خدا بنی‌اسرائیل را انتخاب کرد و اینکه بنی‌اسرائیل نیز خدا را انتخاب‌کرد. با اینکه این مسئله به صورت اختیاری توسط یهودیان انجام‌شد، ولیکن دودمان اسرائیل وظایف مذهبی خاصی دارند. بعضی فرقه‌های یهودی نظیر کابالاستها اعتقاد دارند که خدا حتّی قبل از خلق عالم یهودیان را انتخاب کرده بود.
یکی از مباحث مهم برگزیدگی از نظر یهودیان این است که خداوند وظایف خاصّی بر عهده آنان گذاشته‌است، در صورتی که وظایف غیر یهود (جنتیل) کمتر از آن‌ها است. به‌طور مثال در میشنا آوت ۳:۱۴ آمده‌است:
خاخام آکیوا می‌گفت: آدم محبوب است، زیرا در تصویر خدا خلق شده‌است، و اینکه خدا به آدم گفت که او را در تصویر خود خلق کرده‌است نشان‌دهنده شدت این علاقه است. همان‌گونه که در آفرینش ۹:۶ آمده‌است: در تصویر خدا او خلق شد. میشنا ادامه می‌دهد: فرزندان اسرائیل محبوب هستند، زیرا آن‌ها فرزندان خدا نامیده می‌شوند، و اینکه به آن‌ها اعلام شده‌است که فرزندان خدا هستند نشان‌دهندهٔ شدت علاقه خدا به آن‌ها است. همان‌گونه که در تورات آمده: شما فرزندان خدا هستید، خدای شما. مردم اسرائیل محبوب هستند، زیرا یک متن گران‌بها (تورات) به آن‌ها داده شده‌است.
بیشتر کتاب‌های یهودی اعتقاد دارند که خدا یهودیان را برای یک مأموریت برگزید و آن پخش کردن پیام خدا در بین تمامی ملت‌ها بود. و اینکه یهودیان اگر در این مأموریت کوتاهی کنند نمی‌توانند غیربرگزیده شوند. این نشان دهنده یک وظیفه خاص است که در زمان میثاق خدا با ابراهیم صورت گرفت و بار دیگر با تمامی مردم یهود در کوه سینا تکرار شد. از این رو یهودیان باید یک زندگی روحانی را به عنوان روحانیون خدا پیشه‌کنند.
بر اساس نظر روحانیون یهودی خدا تورات را به تمامی ملت‌ها عرضه کرد ولیکن همه آن را رد کردند به غیر از اسرائیل.
هنگامی که خداوند شما را به سرزمینی که در شرف تصرفش هستید، ببرد، این هفت قوم را که همگی از شما بزرگتر و قویترند نابود خواهد ساخت: هیتی‌ها، جرجاشی‌ها، عموری‌ها، کنعانی‌ها، فرزی‌ها، حوی‌ها و یبوسی‌ها. زمانی که خداوند، خدایتان آنها را به شما تسلیم کند و شما آنها را مغلوب نمایید، باید همهٔ آنها را بکشید. با آنها معاهده‌ای نبندید و به آنها رحم نکنید، بلکه ایشان را بکلی نابود سازید. با آنها ازدواج نکنید و نگذارید فرزندانتان با پسران و دختران ایشان ازدواج کنند. چون در نتیجه ازدواج با آنها جوانانتان به بت‌پرستی کشیده خواهند شد و همین سبب خواهد شد که خشم خداوند نسبت به شما افروخته شود و شما را بکلی نابود سازد. قربانگاه‌های کافران را بشکنید، ستون‌هایی را که می‌پرستند خرد کنید و مجسمه‌های شرم آور را تکه‌تکه نموده، بت‌هایشان را بسوزانید؛ چون شما قوم مقدسی هستید که به خداوند خدایتان اختصاص یافته‌اید. او از بین تمام مردان روی زمین شما را انتخاب کرده‌است تا برگزیدگان او باشید… خداوند آنانی را که از او نفرت دارند بی درنگ مجازات و نابود می‌کند… تمامی قوم‌هایی را که خداوند، خدایتان بدست شما گرفتار می‌سازد نابود کنید. به ایشان رحم نکنید و خدایان ایشان را پرستش ننمایید، وگرنه در دام مهلکی گرفتار خواهید شد… خداوند، خدایتان زنبورهای سرخ و درشتی خواهد فرستاد تا آن عده از دشمنانتان را نیز که خود را پنهان کرده‌اند، نابود سازد… شما هم به آن قوم‌ها حمله نموده، آنها را از بین خواهید برد .(کتاب مقدس، تثنیه، ۷، آیات ۲۴–۱).

## دیدگاه‌های خاخامی
گاهی این برگزیدگی به منزله محول شدن مأموریت مشخصی به قوم یهود- تا نوری بر ملل و نمونهٔ پیمان با خدا آنچنان‌که در تورات توصیف شده باشند، دیده‌می‌شود. این دیدگاه، به هر حال، همواره از این باور که خدا با دیگر مردمان نیز رابطه ای دارد جلوگیری نمی‌کند- بلکه، یهودیت بر این باور بود که خدا با همه انواع بشر پیمانی دارد و این که یهود و غیریهود به‌طور مشابه با خدا رابطه ای دارند. ارجاعات به کتاب مقدس و نیز متون خاخامی از این دیدگاه پشتیبانی می‌کنند: موسی از خدای روح همه گوشت‌ها یاد می‌کند، تنخ همچنین از پیامبرانی بیرون جامعه بنی اسرائیل یاد می‌کند. بنا بر این اظهارات، برخی خاخام‌ها نظریه‌پردازی کرده‌اند که به قول ناتانئل الفیومی، از الهیون یهودی یمنی قرن دوازدهم، «خدا برای همه مردمان چیزی را مجاز کرد که برای بقیه ممنوع کرد… خدا برای هر قومی پیامبری به زبان خود آنان فرستاد." میشنا می‌گوید که «بشر از یک انسان، آدم، ایجاد شد تا عظمت خدا را نشان دهد. وقتی شخصی سکه را ضرب می‌کند، همه سکه‌ها مشابهند. ولی وقتی شاه شاهان، یکتای مقدس، که برکت بر او باد، انسان‌ها را به شکل آدم می‌آفریند هیچ یک شبیه دیگری نیست.» میشنا ادامه می‌دهد و بیان می‌کند که هر کسی که یک انسان، نه یهودی، را بکشد یا نجات دهد نسبت به کل جهان چنان کرده (کشتن یا نجات دادن). توسفتا که مجموعه ای از گفتارهای پساتلمودی مهم است هم بیان می‌کند: «مردمان برحق از همه ملل سهمی در جهان پسین دارند.»

## در کابالا
بسیاری از متون کابالا از جمله تانیا اشاره می‌کنند که روح یهودیان دارای ویژگی‌های خاصی نسبت به روح غیر یهودیان است. حال آنکه بعضی از کابالیست‎‌ها اعتقاد دارند که این مسئله نباید به صورت لغوی مورد فهم قرار گیرد. بر اساس نظر نویسنده ثانیا یک غیریهودی صالح می‌تواند به سطح بالایی از روحانی بودن برسد تا جایی که به فرشتگان نزدیک شود ولیکن در عین حال روح او از یهودیان از نظر کیفیّت و نه از نظر ارزش متفاوت‌ است.

## منتقدان
خاخام مردخای کاپلان معتقد بود که ایده‌ی برگزیدگی به نژادپرستی در بین یهودیان منجر شده و باید از بین یهودیان حذف‌شود. از این رو در شاخه‌ی یهودی ساختارگرا که او ایجاد کرد، بسیاری از مفاهیم برگزیدگی حذف‌شدند.

## در مسیحیت
چون مسیحیان کتاب عهد عتیق را نیز قبول دارند مسئله برگزیدگی بنی اسرائیل توسط آنان نیز تأیید می‌شود؛ ولیکن بعضی مسیحیان معتقدند با آمدن عیسی مسیح خداوند و رد شدن او توسط یهودیان، خداوند پیمان خود را از یهودیان گرفته و به مسیحیان داد.

## در قرآن
‌در قرآن یهودیت یکی از ادیان ابراهیمی است که نشات یافته از نسل یعقوب نبی و یوسف پیامبر می‌باشند که در قرآن ابتدا به فرزندان اسرائیل (یعقوب) جایگاهی خاص داده شده‌است. در قرآن در آیات بسیاری برگزیده شدن بنی اسرائیل توسط خدا تأیید می‌شود و آیات متعددی به این مسئله اشاره‌دارد:
ای فرزندان اسرائیل، نعمتی که من بر شما ارزانی کردم یاد کنید و من شما را به جهانیان برتری دادم. - سوره بقره، آیه ۴۷
ولیکن مهم‌ترین تفاوت دید اسلامی با دید یهودی نسبت به برگزیده‌شدن آن است که قرآن میثاق بین خداوند و بنی اسرائیل را مشروط می‌داند. از این رو تنها در زمانی خداوند به پیمان خود با بنی اسرائیل عمل می‌کند که بنی اسرائیل نیز به وظیفه خود عمل کند.
ای فرزندان اسرائیل نعمت هایم را که بر شما ارزانی داشتم به یاد آورید و به عهد خود وفا کنید تا من نیز به عهد خود وفا کنم. - سوره بقره آیه ۴۰
ما از فرزندان اسرائیل سخت پیمان گرفتیم و به سویشان پیامبرانی روانه کردیم هر بار پیامبری چیزی بر خلاف دلخواهشان برایشان آورد گروهی را تکذیب می‌کردند و گروهی را می‌کشتند -سوره مائده آیه ۷۰
از این رو مهم‌ترین تفاوت یهودیان و مسلمانان در برخورد با این مسئله آن است که یهودیان اعتقاد دارند حتی در صورتی که اعمال آنان درست نباشد پیمان خداوند با آنان لغو نمی‌شود و نعمتهای خدا از آن‌ها سلب نمی‌شود و سرزمین موعود از آنان گرفته نمی‌شود؛ ولیکن قرآن این عهد را باطل شده می‌داند و این عهد برای زمانی بود که قوم بنی اسرائیل باید همراه موسی وارد سرزمین موعود می‌شدند.
و ما در زبور بعد از ذکر (تورات) نوشتیم که آن زمین (ارض موعود) را بندگان صالح من به میراث خواهند برد. سوره انبیاء آیه ۱۰۵
از این رو مسلمانان نابود شدن معبد سلیمان در اورشلیم به دست رومیان و پخش شدن آن‌ها به ۱۲ قبیله را نشانه‌ی خشم خدا بر بنی اسرائیل می‌دانند در حالی که یهودیان اعتقاد دارند خداوند برای گسترش خوبی آنان در دنیا آن‌ها را در بین همه مردم دنیا پخش کرد تا نوری در بین مردم غیریهود (ببینید نور در بین ملتها) (جنتیل) باشند. از این رو از دیدگاه قرآن فشارهایی که به یهودیان در کشورهای مختلف وارد می‌شد نشان‌دهنده خشم خدا بر آنان است.
و (یاد کن) هنگامی را که پروردگارت اعلام داشت که تا روز قیامت بر آنان (یهودیان) کسانی را خواهد گماشت که به‌ایشان عذاب سخت بچشانند آری پروردگار تو زودکیفر است و همو آمرزنده‌ی بسیار مهربان است. -سوره اعراف آیه ۱۶۷

## تأثیر در بقیه ادیان
آوی بکر محقق یهودی کنگره‌ی جهانی یهودیان اعتقاد دارد که مسئله‌ی برگزیدگی پایه و اساس رابطه بین یهود و غیر یهود (جنتیل) است. او می‌گوید که برگزیده شدن قوم یهود در غیریهودیان حس تحسین به همراه حسادت ایجاد کرده که باعث یهودستیزی شده‌است. او همچنین می‌گوید که مسیحیت نظر خود را نسبت به یهودیان تغییر داده‌است ولیکن اسلام هنوز این کار را نکرده و این یکی از موانع بزرگ رابطه اعراب و اسرائیل است.

## نژادپرستی
بعضی مفسرین مانند زیو لوی فیلسوف اسرائیلی اعتقاد دارند که برگزیدگی باید به همراه مبانی تاریخی در نظر گرفته شود. آن‌ها می‌گویند که تفکر بیش از حد به برگزیدگی باعث یک نوع قوم محوری و نژادپرستی نسبت به بقیه مردم نابرگزیده‌ می‌شود.
همچنین بعضی دیگر اعتقاد دارند که کل اعتقاد به برگزیدگی توسط یهودیان نژادپرست است و باعث دید همراه با تحقیر نسبت به بقیه مردم (جنتیل) است؛ ولیکن اتحادیه ضد افتراء و موسسات یهودی دیگر اعتقاد دارند که برگزیدگی در یهودیت نژادی نیست و بلکه بیانگر رابطه‌ی خاص بین قوم بنی اسرائیل و خداوند است.